# Chananan Pombuppha
Chananan Pombuppha (taj. กรกช วิริยอุดมศิริ, ur. 19 stycznia 1988 w Pathum Thani) – tajski piłkarz grający na pozycji napastnika. Od 2019 roku jest zawodnikiem klubu Bangkok United FC.

## Życiorys

### Kariera piłkarska
Swoją karierę piłkarską Pombuppha rozpoczął w klubie Muangthong United. W 2009 roku zadebiutował w jego barwach w Thai Premier League. W 2009 i 2010 roku wywalczył z nim dwa tytuły mistrza kraju. W 2010 roku przeszedł do Police United FC, a w 2012 do klubu Osotspa, w którym grał do końca 2014. W 2015 roku wrócił do Muangthong United i został z nim wicemistrzem Tajlandii.
W 2016 roku Pombuppha trafił do BEC Tero Sasana FC. Zadebiutował w nim 5 marca 2016 w przegranym 1:2 domowym spotkaniu z Army United. Grał w nim przez pół roku.
W połowie 2016 roku Pombuppha przeszedł do Suphanburi FC. Swój debiut w nim zaliczył 17 lipca 2016 w przegranym 0:1 wyjazdowym meczu z Sukhothai FC.
3 lipca 2019 podpisał kontrakt z tajskim klubem Bangkok United FC.

### Kariera reprezentacyjna
W reprezentacji Tajlandii Pombuppha zadebiutował 16 maja 2010 w przegranym 0:4 towarzyskim meczu z Południową Afryką. W 2019 roku powołano go do kadry na Puchar Azji.

## Statystyki

### Klubowe
Stan na 20 października 2019
| Sezon | Klub              | Kraj      | Rozgrywki      | Mecze | Gole |
| ----- | ----------------- | --------- | -------------- | ----- | ---- |
| 2010  | Muangthong United | Tajlandia | Premier League | ?     | ?    |
| 2011  | Muangthong United | Tajlandia | Premier League | ?     | ?    |
| 2010  | Police United FC  | Tajlandia | Premier League | ?     | ?    |
| 2011  | Police United FC  | Tajlandia | Premier League | ?     | ?    |
| 2012  | Osotspa           | Tajlandia | Premier League | ?     | ?    |
| 2013  | Osotspa           | Tajlandia | Premier League | 28    | 10   |
| 2014  | Osotspa           | Tajlandia | Premier League | 30    | 8    |
| 2015  | Muangthong United | Tajlandia | Premier League | 29    | 11   |
| 2016  | BEC Tero Sasana   | Tajlandia | Premier League | 18    | 5    |
| 2016  | Suphanburi FC     | Tajlandia | Premier League | 10    | 3    |
| 2017  | Suphanburi FC     | Tajlandia | Premier League | 28    | 6    |
| 2018  | Suphanburi FC     | Tajlandia | Premier League | 30    | 8    |
| 2019  | Suphanburi FC     | Tajlandia | Premier League | 13    | 0    |
| 2019  | Bangkok United FC | Tajlandia | Premier League | 13    | 2    |